# Historias de corazón
Historias de corazón fue una sección de cine que comenzó a emitirse a partir del 9 de enero de 2012 a las 15.30 por Telefe, con historias de vida emotivas basadas generalmente en hechos reales. El ciclo era presentado por Virginia Lago. A partir de julio de 2012 se emitió también los sábados en horario central. Finalizó el 15 de diciembre de 2015.

## Información general
El programa transmitía películas que ponen foco en historias de vida para reflexionar. La presentadora, Virginia Lago, conduce el ciclo y comparte algunas palabras con la audiencia al principio y al final de cada film. También lee correos electrónicos, a los que la conductora suele llamar "cartitas", enviados por personas que sintonizan el programa. Para amenizar, Virginia propone incorporar infusiones y comidas para la merienda, leer libros, etc. A finales de marzo se incorporaron invitados que son entrevistados y revelan su opinión acerca de la película vista aquel día.
Durante sus primeras semanas el espacio era titulado "Historias reales, historias de vida".
A partir de enero de 2013, el ciclo comienza a emitir, los días martes, un ciclo de unitarios ficcionales propio, escrito por importantes autores argentinos, con un elenco rotativo.
A partir de septiembre de ese año, el ciclo comienza a emitir, los días miércoles, la serie de televisión española Pulseras rojas, creada y escrita por Albert Espinosa, dirigida por Pau Freixas, y protagonizada por Àlex Monner, Igor Szpakowski, Joana Vilapuig, Marc Balaguer, Mikel Iglesias y Nil Cardoner.
A partir del 16 de diciembre, el ciclo comienza a emitir, de lunes a viernes, la serie de televisión brasileña Avenida Brasil, producida por Rede Globo  protagonizada por Débora Falabella, Cauã Reymond, Murilo Benicio, Adriana Esteves y Marcello Novaes.
A partir de abril de 2014, se emite, de lunes a viernes al término de Avenida Brasil, la serie de televisión brasileña La guerrera, producida por Rede Globo de los creadores de El Clon. Y aunque no forme parte del programa desde marzo a las 18:30 al término de La guerrera de los creadores de Avenida Brasil, Insensato corazón protagonizada por Gabriel Braga Nunes, Glória Pires, Paola Oliveira, Eriberto Leão y Deborah Secco.
Algunas de las novelas de las tardes de Telefé (como Amor prohibido) siguieron formando parte de este ciclo, el cual se emitió sin su conductora.
Debido al éxito del programa se decidió además emitir un especial los sábados por la noche, el cual contó con las transmisiones de "Prisionero de Guerra" y "Fronteras". por su parte, la conductora vestía de manera elegante y amenizaba la sección con una tradicional picada y una copa de vino.

## Críticas y recibimiento público
El segmento fue un éxito instantáneo, con excelentes niveles de audiencia para su horario. El diario La Nación remarcó el auge que obtuvieron las películas en la televisión abierta gracias al programa y elogió la labor de Virginia Lago como presentadora: "desde un living que pinta a las claras el espíritu familiar del ciclo, Virginia Lago apela sin complejos ni prejuicios de cursilería a la sensibilidad del televidente y lo invita a compartir la película elegida. Lo que sugiere la actriz es que no hay nada mejor que hacerlo disfrutando, por ejemplo, de un café con unas cuantas cucharadas de azúcar, porque así de endulzada estará la película."
La última cita hace referencia a las parodias, burlas y sátiras que la presentadora ha recibido especialmente en redes sociales y hasta por televisión debido a su manera de conducir. Enterada de esto, Lago, en un primer momento confesó que se sintió angustiada, pero después entendió que mientras no haya falta de respeto, "si los chicos se quieren divertir, que lo hagan".

## Unitarios emitidos
| Episodio | Título                                               | Elenco | Primera emisión          | Índice de audiencia |
| -------- | ---------------------------------------------------- | --- | ------------------------ | ------------------- |
| 1        | «Tarjetas personales»                                | Carolina Papaleo y Emilia Mazer Con Alejo García Pintos, Horacio Roca, Susana Ortiz y Norma Pons. Autora: María de las Mercedes Hernando. Director: Omar Aiello. | 8 de enero de 2013       | 8.5                 |
| 2        | «Recortes del alma»                                  | Virginia Lago, Maximiliano Ghione y Héctor Gióvine Con Mercedes Funes, Alicia Muxo, Raúl Ramos, María Zamarbide, Román Almaraz, Felipe Llach, Rocío Domínguez, Guillermo Rovira, Julieta Tucci y Diego Jacubowicz. Autora: María de las Mercedes Hernando. Director: Grendel Resquin. | 15 de enero de 2013      | 7.2                 |
| 3        | «El gran ilusionista»                                | Agustina Cherri, Jorge Marrale, y Mónica Galán Con Pablo Alarcón, Horacio Peña, Pablo Ini, Matías Scarvaci, Gaby Pastor y Manuela Díaz. Autor: Mario Borovich. Director: Omar Aiello.                                                                                                 | 22 de enero de 2013      | 7.0                 |
| 4        | «¿Cómo sabemos que Romeo está enamorado de Julieta?» | Eleonora Wexler y Esteban Meloni con Ximena Fassi, Marcela Ruiz, Serrana Díaz, María Inés Aldaburu, Edgardo Castro, Martín Ruiz, Matías Vázquez y Julián Blech. Autora: María de las Mercedes Hernando. Director: Pablo Vásquez.                                                      | 29 de enero de 2013      | 6.7                 |
| 5        | «Para olvidar a Manuel»                              | Alejandra Flechner, Rafael Ferro y Luis Machín con Marcela Ferradás, Nacho Gadano, Alan Daicz, Malena Sánchez y Gerónimo Especho. Autora: Marisa Quiroga. Director: Pablo Vásquez. | 5 de febrero de 2013     | 7.3                 |
| 6        | «Recuerdos del olvido»                               | Virginia Lago y Hugo Arana Con Gerardo Chendo, Adriana Salonia, Thelma Fardín, Adrián Batista, Silvia Balcells, Mucio Manchini, Alfredo Martín y Adrián Fondari. Autor: Mario Borovich. Director: Omar Aiello.                                                                        | 12 de febrero de 2013    | 5.8                 |
| 7        | «Un juego para Roxy»                                 | Sabrina Garciarena, Manuela Pal y Federico Amador Con Alejo Ortiz, Jorge García Marino, Armenia Martínez, Germán de Silva, Paula Brasca y Fabrizio Villagra Autora: Marisel Lloberas. Director: Grendel Resquin.                                                                      | 19 de febrero de 2013    | 9.8                 |
| 8        | «La sierra de los Benteveos»                         | Virginia Lago y Miguel Ángel Solá Con Marcela Ferradás, Marcos Montes, Mariana Richaudeau, Laura Bove y Juan Pablo Galimberti. Autora: María de las Mercedes Hernando. Director: Grendel Resquin.                                                                                     | 26 de febrero de 2013    | 7.0                 |
| 9        | «Mi cuerpo, mi vida»                                 | Ingrid Pelicori, Tina Serrano y Mario Pasik Con Claudio Da Passano, Silvina Bosco, Ernesto Claudio, Silvina Acosta, Dalia Elnecavé, Lourdes Mansilla, Martina Campos y Arturo Goetz. Autora: Patricia Palmer. Director: Pablo Vásquez.                                                | 5 de marzo de 2013       | 6.1                 |
| 10       | «7 días para la boda»                                | Victoria Almeida, Guillermo Pfening, María Ibarreta y Fabio Di Tomaso Con Daniel Miglioranza, Beatriz Dellacasa, Bimbo Godoy y Daniel Fedeschi. Autora: Jessica Valls. Director: Omar Aiello.                                                                                         | 12 de marzo de 2013      | 8.2                 |
| 11       | «La mamá de Santiago»                                | Patricia Palmer y Alejandro Awada Con Martín Slipak, Santiago Pedrero, María Alché, Sol Pavez, Eduardo Narvay, Juan Manuel Rodil, Néstor Canigia y Facundo Caride. Autora: Marisa Quiroga. Director: Pablo Vásquez.                                                                   | 19 de marzo de 2013      | 9.7                 |
| 12       | «Pompa y circunstancia»                              | Virginia Lago y Silvia Kutika Con Héctor Calori, Mónica Cabrera, Paola Papini, Stella Galazzi, Margarita López y Agustín Sierra. Autora: María de la Mercedes Hernando. Director: Grendel Resquin.                                                                                    | 2 de abril de 2013       | 8.3                 |
| 13       | «El vestido rojo»                                    | Patricia Viggiano y Laura Azcurra Con Horacio Peña, Gastón Ricaud, Ana María Castel y Juan Sorini. Autor: Marcelo Cabrera. Director: Diego Sánchez. | 9 de abril de 2013       | 8.6                 |
| 14       | «La profe»                                           | Florencia Raggi Con Elías Viñoles, Irene Almus, Gabo Correa, Jorge Nolasco, Verónica Hassan, Sofía González Gil, Jorge Varas y Juan Luppi. Autora: Marisa Quiroga. Director: Grendel Resquin.                                                                                         | 16 de abril de 2013      | 9.0                 |
| 15       | «A penas sesenta»                                    | Virginia Lago, Víctor Laplace, Rita Terranova y Osvaldo Santoro Con Manuela Pal, Emme, Adriana Ferrer, Marcelo Zamora y Eugenia Carraro. Autora: Patricia Palmer. Director: Pablo Vásquez.                                                                                            | 23 de abril de 2013      | 7.3                 |
| 16       | «Rocío en la trampa»                                 | Gloria Carrá y Luciano Cáceres Con Lautaro Delgado, Mara Bestelli, Valeria Alonso, Lucía Maciel, Jorge Diez y Nani Ardanaz. Autor: Guillermo Hermida. Director: Gustavo Luppi. | 30 de abril de 2013      | 8.1                 |
| 17       | «Solas, desesperadas y en carrera»                   | Selva Alemán, Marita Ballesteros y Mercedes Funes Con Boy Olmi, Roberto Vallejos, Néstor Sánchez, Luis Gianneo, Patricia Gilmour, Federico Salles, Tamara Garzón y Cristina Blanco. Autora: María de las Mercedes Hernando. Director: Pablo Vásquez.                                  | 7 de mayo de 2013        | 9.3                 |
| 18       | «El deseo de ser mamá»                               | Natalia Lobo y Gustavo Garzón Con Maxi Ghione, Valentina Bassi, Mara Bestelli, Gabriela Licht y Analía Malvido. Autora: Jessica Valls. Director: Pablo Vásquez. | 14 de mayo de 2013       | 9.0                 |
| 19       | «Las bellas artes»                                   | Virginia Lago y María Abadi Con Daniel Freire, Esteban Pérez, Noemí Morelli, Maia Francia, Carlos Scornik, Lucrecia Gelardi y Débora Zanolli. Autora: María de las Mercedes Hernando. Director: Pablo Vásquez.                                                                        | 21 de mayo de 2013       | 6.7                 |
| 20       | «Ojos que no ven»                                    | Verónica Llinás, Guillermo Arengo y Martín Slipak Con María Canale, Benjamín Amadeo, Michel Noher, Atilio Pozzobón y Mariano Fernández. Autor: Mario Borovich. Director: Pablo Vásquez.                                                                                               | 28 de mayo de 2013       | 8.0                 |
| 21       | «La mujer deseada»                                   | Miguel Ángel Solá, Paola Barrientos y María Socas Con Silvia Baylé, Alberto Ajaka, Mariano Caligaris, Natalia Imbrosciano y Iride Mockert. Autora: Marisa Grinstein. Director: Omar Aiello.                                                                                           | 4 de junio de 2013       | 7.9                 |
| 22       | «Perradas»                                           | Virginia Lago, Antonio Grimau y Lito Cruz Con Paula Morales, Vera Carnevale, Marina Pinus y Pablo Seijo. Autora: Jessica Valls. Director: Omar Aiello. | 18 de junio de 2013      | 7.3                 |
| 23       | «Una nueva luz»                                      | Agustina Cherri, Sofía Gala Castiglione y Juan Palomino Con Valeria Lorca, Diego Faturos, Fabio Aste, Elvira Villarino, Carla Scatarelli, Gustavo Bonfigli y Fiorella Indelicato. Autoras: Mercedes Barbazán y Silvina Schapira. Director: Omar Aiello.                               | 25 de junio de 2013      | 9.3                 |
| 24       | «La sangre debida»                                   | Beatriz Spelzini, Patricia Etchegoyen y Mario Pasik Con Osmar Núñez, Giselle Bonaffino, Mariana Giovine y Darío Levy. Autoras: Sabrina Farji. Director: Pablo Vásquez. | 2 de julio de 2013       | 7.7                 |
| 25       | «Mentiras que duelen»                                | Sergio Surraco y Pilar Gamboa Con Lucas Ferraro, Mariano Caligaris, Cristina Fridman, Virginia Lombardo, Anita Gutiérrez, Jorge Booth y Pietro Gian. Autor: Guillermo Hermida. Director: Pablo Vásquez.                                                                               | 30 de julio de 2013      | 7.6                 |
| 26       | «Cuidado con lo que deseas»                          | María Abadi, Gastón Ricaud y Liz Solari Con Fabián Arenillas, Maida Andrenacci, Diego Mariani y Vanesa Robbiano. Autora: Nuri Abramowicz. Director: Omar Aiello. | 6 de agosto de 2013      | 7.0                 |
| 27       | «Sangre de mi sangre»                                | Miguel Ángel Solá y Rafael Spregelburd Con Rodrigo Noya, María Ucedo, Malena Figo, Eugenia Alonso, Federico Marrale, Luciano Cazaux y Fausto Collado. Autor: Mario Borovich. Director: Gustavo Luppi.                                                                                 | 13 de agosto de 2013     | 8.6                 |
| 28       | «Un amor de suegra»                                  | Virginia Lago, Miguel Ángel Rodríguez y Silvina Bosco Con Héctor Díaz, Mario Alarcón, Gerardo Baamonde, Fito Yanelli y Pablo Arias. Autor: Mario Borovich. Director: Grendel Resquin.                                                                                                 | 20 de agosto de 2013     | 8.1                 |
| 29       | «Ausencias temporales»                               | Virginia Lago, Pepe Novoa y Rita Cortese Con Alejo García Pintos, Celina Font, Víctor Hugo Vieyra, Aldo Kaiser, Miguel Jordán, Carlos Romano y Martina Calissi. Autora: María de las Mercedes Hernando. Director: Diego Sánchez.                                                      | 24 de septiembre de 2013 | 8.1                 |
| 30       | «El paraíso de las vocales»                          | Virginia Lago Con Alejo Ortiz, Oscar Alegre, Ricardo Bauleo, Mariana Giovine, Miryam Strat, José Luis Alfonzo, Alejandro Rubio y Martín Comán. Autora: María de las Mercedes Hernando. Director: Grendel Resquin.                                                                     | 8 de octubre de 2013     | 7.0                 |

### Series y telenovelas emitidas

#### Pulseras rojas(2013)
Pulseras rojas cuenta la historia de un grupo de niños y adolescentes catalanes, que se conocen en la sala pediatría de un hospital. Los temas que aborda la misma son: la amistad, las ganas de vivir y el deseo de superar las adversidades. El grupo tiene que tener líder (Lleó), un colíder (Jordi), el listo (Toni), el imprescindible (Roc), la chica (Cristina) y el guapo (Ignasi).  Su estreno fue el 18 de septiembre de 2013, emitiéndose todos los miércoles por la tarde. Debido al éxito de la serie, a partir del 27 de enero de 2014 volvió a emitirse la serie, pero esta vez transmitiéndola de lunes a viernes.
Canción: Grita - Jarabe de Palo

#### Avenida Brasil(2013-2014)
En Avenida Brasil, la ambición y la crueldad pueden cambiar el curso de la vida de una joven y con el tiempo, llevarla a querer vengarse. Esta es la dramática historia de la bondadosa Rita, que lucha por recuperar parte de la vida que su madrastra cazafortunas, Carminha, le robó cuando todavía era solo una niña.
Avenida Brasil es un éxito en Argentina, a diferencia de su versión original, Telefe transmite dos capítulos al día. La telenovela brasileña debutó el 16 de diciembre de 2013 con 11.9, quedándose como el segundo programa más visto del día. Se mantiene entre los tres programas más vistos del día, y cada día su audiencia aumenta. A partir del 27 de enero, Telefe transmite un capítulo al día. Actualmente es el programa más visto de la Televisión Argentina alcanzando picos de 23,5 puntos, con un promedio general superior a los 17 puntos a las 17:00hs.
A partir del 28 de abril de 2014, Telefe decidió transmitirla en el horario central de las 22:00hs para competir con Showmatch, en la vuelta de Marcelo Tinelli a la televisión argentina.
Finalizó el 7 de julio de 2014 en el Gran Rex
Canción: Llorar - Jesse & Joy feat. Mario Domm

#### Insensato corazón(2014)
Aunque esta telenovela no se emite en el segmento de Historias de Corazón, es una telenovela romántica, que está dentro de estas tardes del corazón, que emite Telefe.
La telenovela debutó con 12.6, quedando como el cuarto programa más visto del día y superando a la competencia directa, A todo o nada.
Canción: Ciego - Reik

#### La guerrera(2014)
La Guerrera narra la historia de Morena, una mujer criada en un barrio de Río de Janeiro. Tuvo a su hijo Junior, cuando era adolescente y lo mantiene con la ayuda de su madre Lucimar. En el barrio, Morena conoce a Teo, con quien comienza un noviazgo apasionante. Sin embargo todo comienza a cambiar cuando en busca de un futuro mejor y bajo amenaza de desalojo, Morena acepta una invitación para un trabajo temporal en Turquía. Esta decisión no solo le cuesta el noviazgo con Teo, sino que terminará siendo víctima de una organización internacional de trata de personas.
La Guerrera debutó en Argentina con 14.3, quedándose como el tercer programa más visto del día superando a su competencia, Este es el show.
Canción: Mi peor error - Alejandra Guzmán

#### Frágiles(2014)
La serie narra la vida de Pablo, un fisioterapeuta vocacional que utiliza unos métodos más propios de un psicólogo para curar a sus pacientes. Conoce a la perfección el cuerpo humano, pero tiene muy claro que tras el dolor físico se esconde el emocional, una historia que contar y una posibilidad de superación. Además de los casos clínicos y a través de sus pacientes, Pablo aborda su historia personal y las propias heridas que arrastra con ellos.
En su primer capítulo obtuvo 11.7, ganando la franja horaria y quedando como el séptimo programa más visto del día.
Canción: Oye - F.A.N.S

#### ER Emergencias(2014-2015)
ER Emergencias. trata acerca de lo que ocurre en la sala de urgencias de un hospital y de la compleja vida personal de los médicos que trabajan en ella. La serie debutó en 1994 por la cadena NBC, convirtiéndose en un suceso mundial. Su último capítulo se transmitió el 24 de junio de 2009, tras 15 años en pantalla.
En su primer capítulo en la pantalla de Telefe obtuvo 9.8, superando a la competencia y convirtiéndose en el cuarto programa más visto del canal. Su segundo capítulo promedio 11.0, un aumento de 1.2 para la serie.
Canción: Human - Christina Perri

#### La vida sigue(2014)
La novela cuenta la historia de las hermanas Ana y Manuela. Retrata el triángulo amoroso entre ellas y su hermanastro, Rodrigo, y el drama familiar vivido por ellos después de un trágico accidente. Drama, emoción y amor establecen los vínculos familiares poco convencionales de La Vida Sigue. Esta intensa telenovela muestra el amor como la única motivación cuando la vida no tiene sentido.
La novela obtuvo un debut insuficiente, conformándose con solo 7.9 puntos de índice de audiencia y quedando segundo en su franja horaria.
Canción: Por Ti - Carlos Rivera

#### Flor del Caribe(2014)
“Flor del Caribe” narra la historia de Casiano, piloto de la fuerza aérea, y Ester, guía turística, que se enamoran perdidamente en la juventud. El amor entre ellos crece con el pasar de los años hasta sufrir un traicionero golpe de Alberto, un falso amigo enamorado de la joven en secreto que arma un plan para librarse del rival. Alberto encomienda a Casiano la entrega de unos diamantes en el Caribe pero el piloto desaparece repentinamente y es dado por muerto. Alberto aprovecha la situación para darle apoyo emocional a Ester y, llevando a cabo su plan, logra casarse con ella. Pero Casiano, quien era mantenido en una cárcel privada, consigue escapar. Ahora, volverá dispuesto a arreglar cuentas con el amigo traidor y reconquistar el amor de Ester.
La novela brasileña obtuvo un buen debut, y solo con 8.6 puntos de índice de audiencia logró liderar la franja.
Canción: Tu respiración - Chayanne

#### Prisionero de Guerra(2014-2015)
La serie sigue a Carrie Mathison, una oficial de operaciones de la CIA que, después de realizar una operación no autorizada en Irak, es puesta en régimen de prueba y reasignada a un centro de contraterrorismo de la CIA en Langley (Virginia). Mientras ella estaba llevando a cabo la operación en Irak, fue advertida por un activo que un prisionero de guerra estadounidense se había unido al grupo terrorista Al-Qaeda. El trabajo de Carrie se complica cuando su jefe, el director del Centro de Contraterrorismo David Estes, llama a Carrie y sus colegas a una reunión de emergencia. Es entonces cuando Carrie se entera de que Nicholas Brody, un sargento de los Marines de EE. UU. que había sido considerado como desaparecido en combate desde 2003, ha sido rescatado durante una incursión de la Delta Force en un puesto perteneciente a integrantes del grupo terrorista de Abu Nazir. Carrie llega a creer que Brody es el prisionero de guerra estadounidense del que su activo en Irak estaba hablando. Sin embargo, el gobierno federal y sus superiores en la CIA consideran a Nicholas Brody como un héroe de guerra. Al darse cuenta de que sería casi imposible convencer a su jefe, David Estes, de poner bajo vigilancia a Brody, Carrie se acerca a la única persona en quien pueda confiar, Saúl Berenson. Los dos deben trabajar juntos para investigar a Brody y evitar otro ataque terrorista en suelo estadounidense.

#### Lado a Lado(2014-2015)
El tema principal de la novela es sobre el nacimiento de la mujer moderna en la sociedad brasileña. Narra la historia de Laura e Isabel, dos mujeres de diferentes clases sociales moviéndose en la misma dirección: por el deseo de conciliar el amor y la libertad en la sociedad conservadora de principios del siglo XX.
Canción: Víveme - Laura Pausini & Alejandro Sanz

#### Fronteras(2015)
Sonia Miller tiene 40 años y es soltera. Trabaja en un hospital de Capital Federal como médica pediatra. Al perder un esperado ascenso decide aceptar un puesto en un hospital de frontera de Misiones. Sin darse cuenta Sonia descubrirá que ella misma debe correr sus propias fronteras y allí mismo encontrará el amor.
Canción: Por lo que reste de vida - Thalía

#### Hermanos: La Familia es todo(2015)
La muerte de William Walker traerá consigo una serie de sucesos perjudiciales para la familia Walker. El patriarca de la familia no solo robaba dinero de la empresa familiar sino que escondía un hijo secreto y otras relaciones sentimentales. Después de la muerte de William todo esto sale a la luz y la familia Walker se verá seriamente afectada.
Canción: Darte mi vida - Amaia Montero

#### Ezel(2015)
En 1997, en Estambul, Ömer Uçar conoce a Eyşan Tezcan y se enamoran. El padre de Eyşan es un estafador que la ha utilizado a ella y a su hermana desde niñas para robar y estafar a la gente.
Serdar elabora un plan para robar un casino, por lo que convence a Cengiz y Ali de ser sus cómplices. Eyşan debía enamorar a Ömer, quien era la víctima del plan. Ella se enamora de él y se arrepiente, pero su padre la convence utilizando a su hermana enferma. El plan es ejecutado y Ömer es inculpado con pruebas falsas hechas por Cengiz. El día del juicio, una triste Eyşan testifica contra Ömer y este es condenado a cadena perpetua por robo y asesinato.
En 2005, todo el mundo da por muerto a Ömer luego de un trágico incendio ocurrido en la prisión. Con la ayuda de su amigo de la prisión, Ramiz, obtiene un nuevo rostro e identidad.
Doce años después, en Chipre, Ömer regresa como Ezel a reencontrarse con los que lo traicionaron; pero al reencontrarse nuevamente con Eyşan, se da cuenta de que aún la ama. Ezel ahora se debatirá entre la venganza y el amor.

## Premios y nominaciones
| Año  | Premiación            | Categoría                 | Receptor      | Resultado | Ref.          |
| ---- | --------------------- | ------------------------- | ------------- | --------- | ------------- |
| 2013 | Premios Martín Fierro | Mejor conducción femenina | Virginia Lago | Ganadora  | [ 41 ] [ 42 ] |